# Sagan (meteoryt)
Sagan (inne nazwy: Dąbrowa Łużycka, Dabrowa Luzycka, Dubrow, Zagan, Zegan) – meteoryt kamienny, który spadł 6 marca 1636 roku we wsi Dąbrowa Łużycka w Polsce. Meteoryt nie zachował się do naszych czasów.